# Hussein Fatal
Hussein Fatal (настоящее имя — Брюс Ва́шингтон; англ. Bruce Washington; 3 апреля 1977, Монтклэр, Нью-Джерси — 11 июля 2015, Банкс, Джорджия) — американский рэпер.

## Биография
Родился в небольшом городе Монтклэр, штат Нью-Джерси. Исполнял рэп с раннего возраста, когда попал в группу «The Plague». Был одним из приближённых Тупака Шакура, входил в проект Outlawz. Его познакомил с Тупаком Шакуром рэпер, кузен Шакура, Yaki Kadafi, с которым он учился в школе. В 1995 году Тупак был заключён в исправительную колонию Клинтон. Тогда Kadafi попросил Bruce’a пойти с ним на свидание с Тупаком. Fatal сначала подумал, что Kadafi шутит, но согласился после того, как узнал, что Kadafi является родственником известного рэпера Тупака.
Позже, после освобождения Тупака, Fatal стал членом группы Outlawz и взял придуманный Шакуром псевдоним Hussein Fatal (от казнённого диктатора Ирака Саддама Хусейна). Fatal участвовал во многих проектах группы Outlawz, включая нашумевший дисc «Hit ‘Em Up». Хотя Hussein и Тупак стали друзьями, между ними возник конфликт из-за того, что Fatal взял без разрешения Land Cruiser Тупака и разбил его. Позже Fatal принёс свои извинения. 
По прошествии некоторого времени Тупак погиб. Спустя два месяца был убит Kadafi. Его убил брат участника Outlawz, рэпера Napoleon, из-за денег. Тогда Hussein впал в депрессию и оставил Outlawz, согласно слухам, чтобы подписаться на Death Raw Records, куда Тупак запретил им обращаться, и на некоторое время оставив хип-хоп.
У него были проблемы с законом, но в конечном счёте Fatal вернулся в музыку, и был замечен на альбоме Cormega «The Testament», который вышел на Def Jam. В 1998 году, подписавшись на Relativity Records, Fatal выпустил свой первый альбом «In The Line Of Fire», который особо не преуспел. Вскоре он покинул Relativity и подписался на Rap-A-Lot Records и начал запись своего второго альбома, но в 1999 году, после того как материал для альбома был закончен, он был арестован за нападение и заключён в тюрьму.
Он освободился в 2001 году. Спустя два года он связался с Ja Rule, во время бифа между Ja Rule и Aftermath/G-Unit/Shady. Hussein зачитал в треке It’s Murda таким образом: «You ain’t a gangsta Em’, this is gangsta shit, and 50 you ain’t nuttin’ but a gangsta bitch». По слухам Hussein пытался получить контракт с The Inc. Records.
Можно послушать его двойной микстейп Section 8: The Mixtape Vol. 1, также Hussein Fatal зачитал на трёх треках из нового посмертного альбома Тупака «Pac’s Life». Fatal работал с членом Outlawz Young Noble и они выпустили микстейп 1090 The Mixtape. Также он собирадся выпустить свой следующий соло альбом Born Legendary в начале 2007 года.
11 сентября 2007 года, вышел совместный альбом Hussein Fatal’a и Young Noble, под названием «Thug In Thug Out». Этот релиз стал очередным шагом к постепенному воссоединению Outlawz. Информация о возвращении Hussein Fatal’а в группу, появилась ещё в 2006 году.
В 2010 году Hussein воссоединился с группой.
Погиб в автомобильной катастрофе 10 июля 2015 года на шоссе в штате Джорджия. Его подруга, имя которой не разглашено управляла автомобилем в нетрезвом состоянии, ей было предъявлено обвинение в несоблюдении полосы движения, вождении в нетрезвом состоянии, отсутствии доказательств страховки, убийстве на транспортном средстве первой степени и неосторожном вождении. Его пережили 3 дочки, мать Чэрил Перкинс, отец Брюс Вашингтон и 11 братьев и сестёр. Был в составе особо опасной группировки «Sex, Money, Murder»».

## Дискография
| Студийные альбомы - In the Line of Fire (1998) - Fatal (2002) - Born Legendary (2009) - The Interview: It’s Not a Gimmik 2 Me (2013) - Ridin' All Week On 'Em (2015) - Legendary Status (2018) Совместные альбомы - Thug in Thug Out (c Young Noble) (2007) - Outkasted Outlawz (c Nutt-So) (2010) - Killuminati 2K10 (c Outlawz) (2010) - Killuminati 2K11 (c Outlawz) (2011) - Perfect Timing (c Outlawz) (2011) | Микстейпы - Fatalveli, Volume 1 (2003) - Fatalveli, Volume 2 (2004) - Section 8: Hustlin' in Front of Housing (2006) - 1090 Official (2007) - New Jersey D.O.C (2007) - Essex County Kings (2008) - No Way Out (2008) - New Jersey D.O.C Vol. 2 (2008) - Yas da Hak — the Getaway (2008) - Makaveli Soldiers (2008) - Thugtertainment Soldiers (2009) - Pain Muzik (2009) - Ali Bang — Look at Me Now (2009) - Trouble (2009) - The Official Remixes (2011) - Yas da Hak — Hak Muzik Vol. 1 (2011) - Outlaw Nation Vol. 3 (c Young Noble) (2013) - Jerzey Giantz (c Young Noble) (2014) |

## DVD
- The Money Kept Coming (2007)